# Retuerta
Retuerta est une commune d'Espagne dans la communauté autonome de Castille-et-León, province de Burgos. Elle s'étend sur 8,54 km2 et comptait environ 59 habitants en 2024.

## Localisation et climat
La ville de Retuerta se trouve au-dessus d'une boucle de la rivière Arlanza , à une altitude d'environ 910 m , à 45 km (en voiture) au sud-est de Burgos . Les petites villes de Covarrubias et Lerma se trouvent respectivement à environ 5 km au nord et 27 kmà l'ouest. Le climat en hiver est assez rude, mais en été il est sec et chaud ; Les pluies (environ 525 mm/an) tombent principalement pendant les mois d'hiver.

## Évolution démographique
| Année      | 1857 | 1900 | 1950 | 2000 | 2018 | 2024 |
| Population | 745  | 549  | 215  | 72   | 59   | 59 . |

## Économie
La zone entourant Retuerta est essentiellement agricole ; Pendant longtemps, la ville a offert les services régionaux nécessaires dans les domaines de l'artisanat et du commerce. Depuis le milieu du XXe siècle, de nombreuses maisons de vacances (casas rurales) et appartements sont mis en location. Depuis 2008, la commune fait partie de la région viticole d'Arlanza (DO).

## Histoire
Retuerta est mentionnée pour la première fois dans un document de l'année 987. Autrement, la ville a connu en grande partie la même histoire que ses voisines, Covarrubias et Lerma.

## Tourisme
L' église San Esteban a été construite au XVIIe siècle et son architecture témoigne de l'importance passée du lieu. La façade est sans ornement, à l'exception du portail à pignon et de la fenêtre ronde au-dessus , qui indique le style tardif de Juan de Herrera ; Le portail sud est conçu de manière similaire. A l'intérieur, à nef unique, se trouvent trois sculptures en bois du XIIIe siècle ; Un précieux calice (calíz) datant d'environ l'an 1600 est le joyau de l'église.

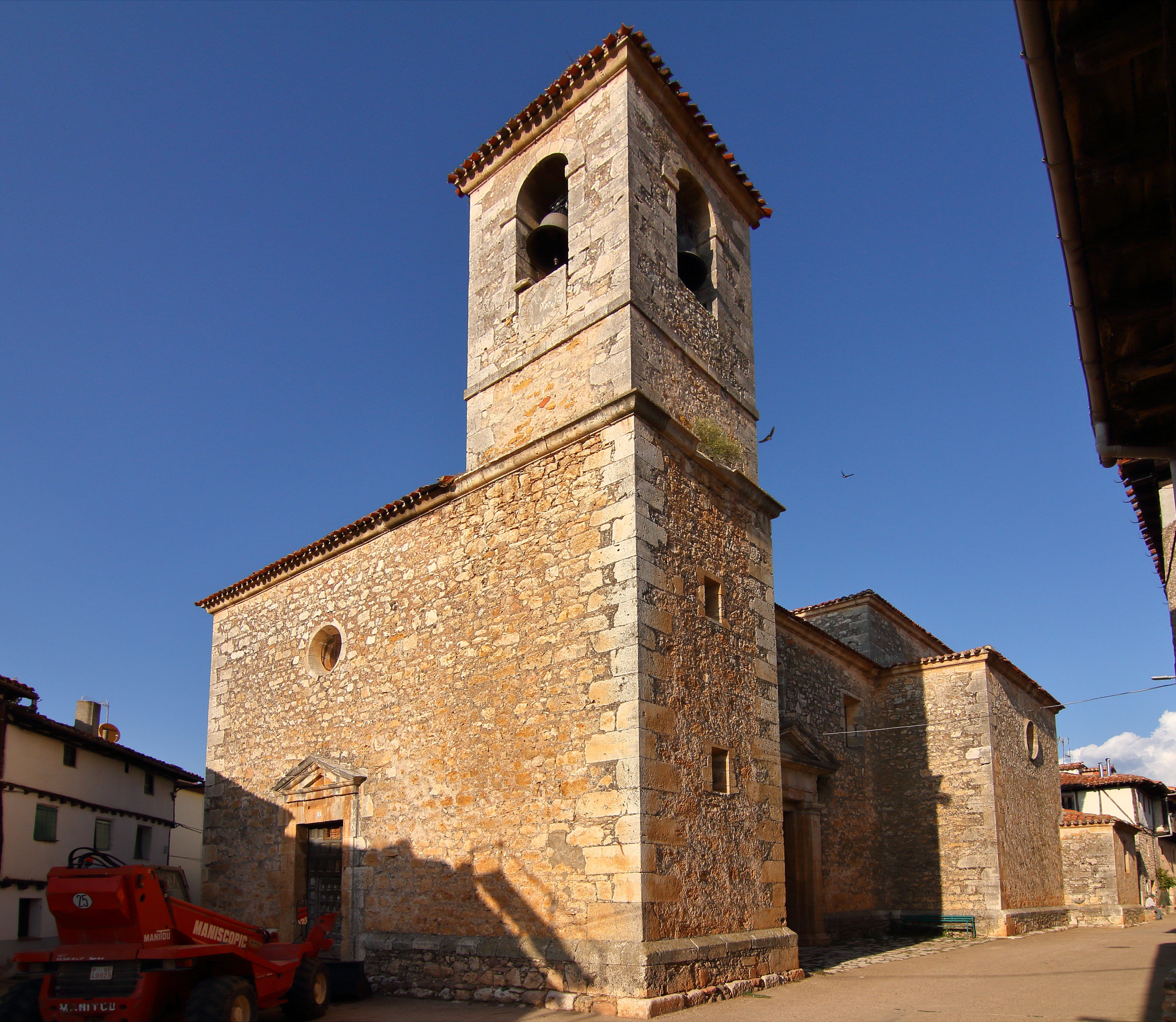
Église San Esteban

### Environs
À environ 1 km de la ville se trouve l' Ermita de Santa María , construite au XVIe siècle comme église paroissiale et surmontée d'un clocher-mur (espadaña) , qui est la destination d'une procession une fois par an. Le portail est sur le côté sud.